# Viviane Asseyi
Viviane Asseyi (Mont-Saint-Aignan, Francia; 20 de noviembre de 1993) es una futbolista francesa. Juega de delantera y su equipo actual es el West Ham United de la FA Women's Super League. Es internacional absoluta con la selección de Francia desde 2012. 

## Trayectoria

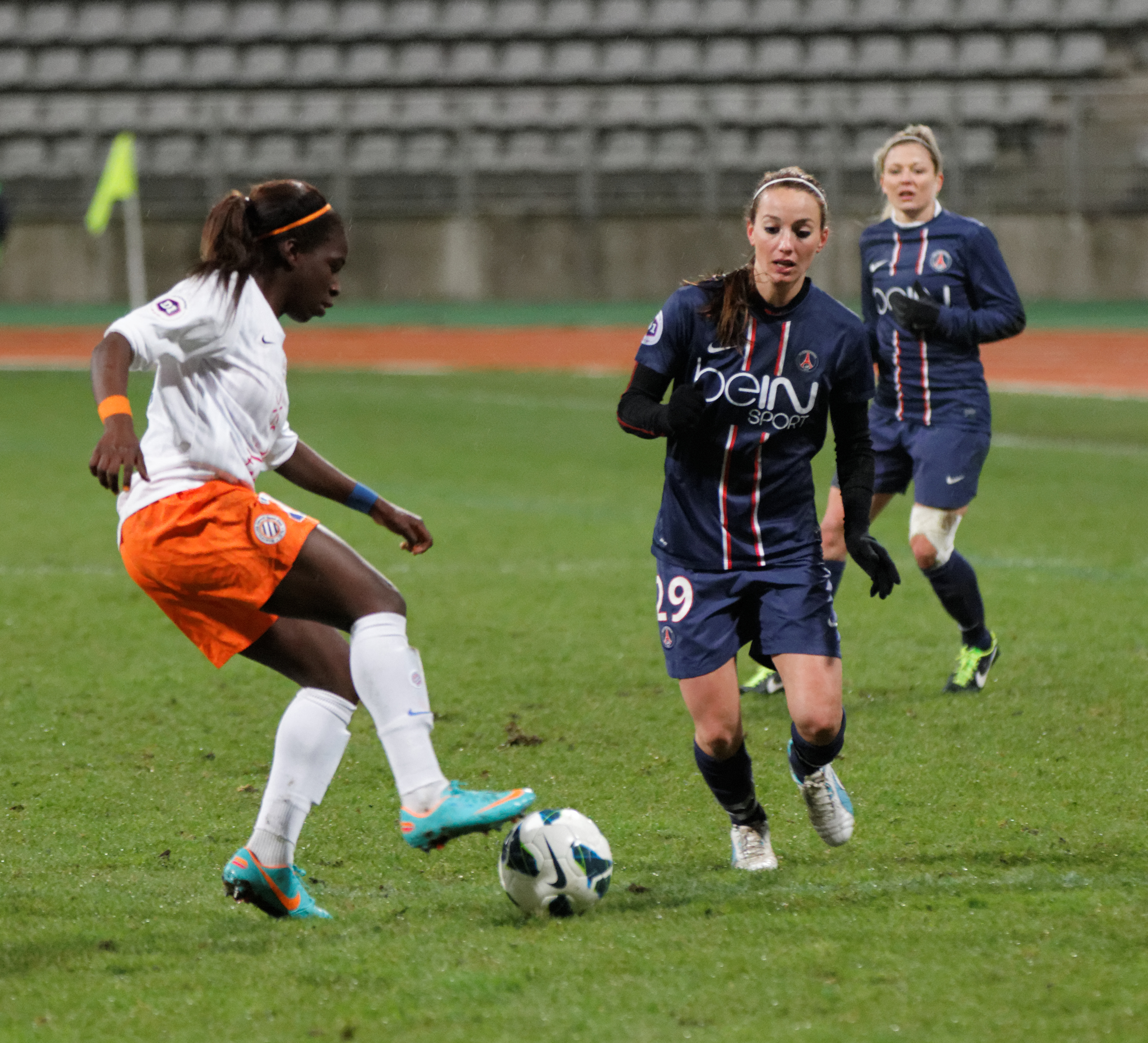
Partido Femenil.

Asseyi comenzó su carrera en el amateur US Quevilly. Ya que el club no contaba con una sección femenina, ella jugaba en un equipo mixto compuesto mayoritariamente por niños. En 2008 se unió al FC Rouen, donde anotó 23 goles en 28 encuentros durante sus dos años en el club.
Fichó por el Montpellier a mediados de la temporada 2009-10, donde jugó hasta que en la temporada 2016-17 fue fichada por el Olympique de Marsella.
El 22 de junio de 2020 se anunció su fichaje en el Bayern Múnich de la Bundesliga.
El 2 de agosto de 2022, fichó por el West Ham United de la FA Women's Super League.

## Selección nacional
Viviane ha representado a Francia por categorías juveniles.
Debutó con la selección de Francia el 29 de junio de 2013 ante Noruega.

## Clubes
| Club                  | País       | Año       |
| --------------------- | ---------- | --------- |
| FC Rouen              | Francia    | 2008-2010 |
| Montpellier           | Francia    | 2010-2016 |
| Olympique de Marsella | Francia    | 2016-2018 |
| Bordeaux              | Francia    | 2018-2020 |
| Bayern Múnich         | Alemania   | 2020-2022 |
| West Ham United       | Inglaterra | 2022-act. |